# Шурчашма (район Рудаки)
Шурчашма (тадж. Шӯрчашма; до 2008 года — Шурбулок) — село в районе Рудаки Республики Таджикистан. Входит в состав джамоата (сельской общины) Чоргултеппа.
Находится на расстоянии 3 км от районного центра (пгт. Сомониён).
Население — 104 чел. (2017).